# Cosma I di Alessandria (calcedoniano)
Papa Cosma I o Cosimo I (VII secolo – 768), è stato papa e patriarca greco-ortodosso di Alessandria e di tutta l'Africa tra il 727 e il 768.
Secondo Eutichio, esercitava il mestiere di spillettaio. Fu eletto dopo la morte del patriarca copto Cosimo. Fu ufficialmente riconosciuto come Patriarca e rappresentante della comunità greco-ortodossa dai conquistatori arabi, ripristinando la Chiesa di Alessandria dopo anni di sede vacante e di coadiutorato; il califfo Hisham gli fece conferire la prima chiesa di Alessandria. In un primo periodo aderì al monotelismo, ma nel 742 abiurò quella dottrina insieme ai suoi fedeli.  Cosma fu un difensore delle icone sacre.